# Městské opevnění (Chomutov)
Městské opevnění v Chomutově je téměř úplně zaniklý systém hradeb, které ve středověku chránily město. Zlomkovité dochování a nedostatek historických pramenů neumožňují poznat jejich původní podobu. Některé části byly doloženy archeologicky doloženy a nepatrné zlomky se dochovaly v podobě hradební zdi začleněné do budovy jezuitského gymnázia a krátkého úseku příkopu na severovýchodní straně města. Dvě krátké zdi s údajnou půlkruhovou baštou v Riegrově ulici jsou chráněny jako kulturní památka, byť nejspíše nebyly součástí hradeb, ale patřily k ohrazení jezuitského areálu.

## Historie
K městskému opevnění v Chomutově se dochovalo minimum písemných pramenů. Roku 1404 údajně probíhaly práce na městském příkopu a za doklad existence se dokládá zpráva o dobytí města husity v roce 1421. Městské brány jsou písemně doloženy až na konci šestnáctého století.

## Opevnění
Chomutovské opevnění je dochováno jen zlomkovitě, takže jeho původní podoba není zcela jasná. Ohrazení vedlo přibližně v místech Farského a Mánesovy ulice, dále ulicí Na příkopech a podél Chomutovky. Doložena je existence jedné obvodové hradby lemované příkopem. Nedokončený plán města z první třetiny osmnáctého století zobrazuje na severní a východní straně také parkán s několika baštami. Hlavní hradba byla podle archeologických nálezů široká asi 140 centimetrů a podle plánu z osmnáctého století ji zesilovaly hranolové věže či bašty. Předpokládá se, že její nadzemní část se dochovala ve vnější (severovýchodní) mírně konvexně prohnuté obvodové zdi bývalého jezuitského gymnázia. Příkop s vyzděnou kontreskarpou je patrný na severovýchodní straně městského jádra ve dvorech domů v Mánesově ulici.

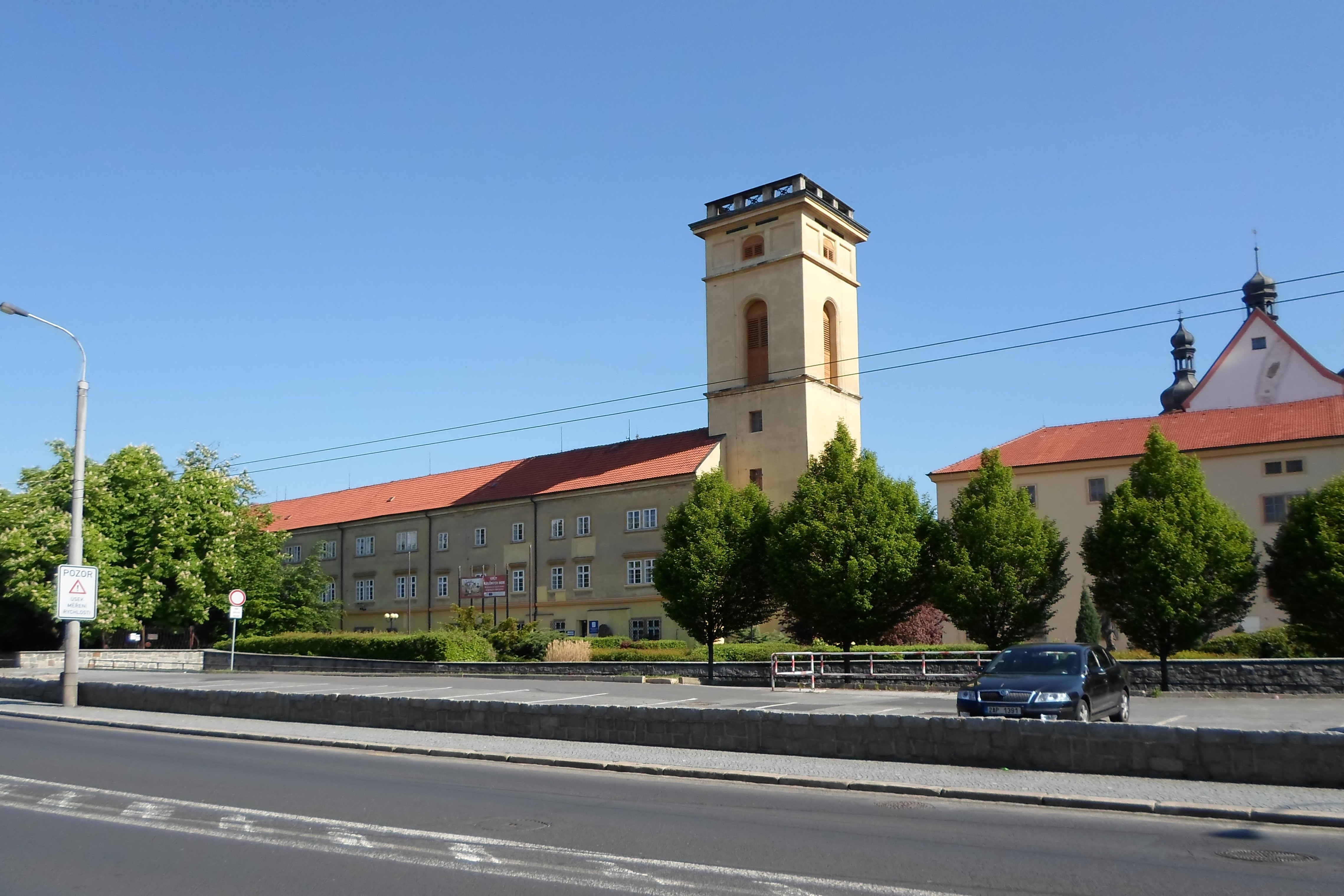
Hvězdárenská věž snad vznikla přestavbou starší hradební věže a přiléhající křídlo budovy využilo původní hradbu.

Hvězdářská věž jezuitského gymnázia je podle Jaroslava Pachnera v jádru hradební, byť doba jejího vzniku není jasná. Mohla by souviset se zmínkou o strážní věži z roku 1591, která popisuje prostor parcel věnovaných jezuitům.
Fortifikační systém města využíval existenci mlýnského náhonu, který tekl vně hradeb v prostoru mezi ulicemi Jakoubka ze Stříbra a Chelčického. Využíval také drobné toky, které napájely rybníky severně od města a vlévaly se do Chomutovky.

## Městské brány
Horní bránaHorní (též Kadaňská brána) stávala na křižovatce Puchmajerovy a Táboritské ulice v prostoru Žižkova náměstí. Umožňovala vstup do západního předměstí a procházela jí cesta směrem k Blatnu a dále do saského Rübenau. Zbořena byla v roce 1837. Podle dochovaných kreseb bylo přízemí věže tvořeno gotickým zdivem. Vstup do města umožňoval lomený oblouk lemovaný vpadlinou pro padací most. Průjezd byl zaklenut dvěma poli křížové klenby bez žeber a směrem k městu se otevíral prostým obloukem. Severní stěnu průjezdu prolamovala branka pro pěší, která pravděpodobně původně umožňovala vstup do parkánu. Z východní strany k bráně přiléhal přístavek, v jehož přízemí byla strážnice a v patře vstup do bytu branného. V patře přístavku se nacházel také arkýř s prevétem, který ústil do bývalého příkopu nebo do parkánu. Zdivo v patře a valbová střecha byly nejspíše renesančního původu. V patře brány se nacházely tři místnosti bytu s černou kuchyní.
Dolní bránaDolní neboli Pražská brána uzavírala Ruskou ulici. Tvořila jí několikapatrová věž s klenutým průjezdem uzavíraným vraty. Až do požáru roku 1598 na věži bývaly hodiny. Podruhé brána vyhořela spolu s pražským předměstím roku 1638 a znovu v roce 1642. Dolní Brána byla jediným místem, kudy do města směli přicházet Židé, kteří žili v Údlicích, Bílencích a Nezabylicích. Za vstup do města platili pevně stanovený poplatek. Věž byla zbořena během ledna až března roku 1838.
Severní bránaSeverní brána, zvaná též Vinohradská, Vinná nebo Mostecká, stávala v místech křížení Mostecké a Mánesovy ulice. V prostoru před bránou se nacházely močály a později i rybníky, které odvodňovala strouha směrem k Hřbitovnímu předměstí s kostelem svatého Wolfganga. Během třicetileté války bránu roku 1639 ostřelovalo švédské vojsko, ačkoliv se město nebránilo. Podle dochovaného plánu byla plánována její přestavba v klasicistním slohu se dvěma dórskými sloupy v průčelí a dvěma brankami pro pěší po obou stranách průjezdu. Přestavba nebyla realizována a samotná brána byla roku 1837 zbořena.
Chlebná bránaPřístup do města na jižní straně umožňovala brána U Chlebných krámů neboli Chlebná. Uzavírala Chelčického ulici. Ve čtrnáctém století se však nacházela přibližně v prostoru Hvězdářské věže a do Chelčická ulice byla přesunuta až po zrušení příkopu a opevnění chomutovské komendy, jejíž bránu pravděpodobně nahradila. Bránu tvořila věž s průjezdem, střílnovitými okénky v patře a s valbovou střechou. Stávala na ostrůvku tvořeném mlýnským náhonem a korytem Chomutovky, přes které byl nejspíše v šestnáctém století postaven kamenný most, který existoval až do poloviny dvacátého století. Na stěně brány byly upevněny nápisové desky, které připomínaly dobytí města husity v roce 1421 a napadení města roku 1547 během šmalkaldské války.

## Památková ochrana
Jako dvě samostatné kulturní památky jsou chráněny jsou zeď s půlkruhovou baštou v Riegrově ulici. Jsou postaveny z lomového zdiva a údajně pochází z patnáctého století. Podle Vladislava Razíma bývají považovány za parkánovou zeď, ale jejich původ není jednoznačný. Vzhledem k charakteru zdiva a malé tloušťce zdí se pravděpodobně nejedná o městské opevnění, ale o torzo ohrazení jezuitského areálu.